# Blechnum flocculosum
Blechnum flocculosum là một loài dương xỉ trong họ Blechnaceae. Loài này được Ros., C.Chr. mô tả khoa học đầu tiên năm 1925.
Danh pháp khoa học của loài này chưa được làm sáng tỏ. 